# Guy Laroche
Guy Laroche (La Rochelle, 1921. július 17. – Párizs, 1989. február 17.)  francia haute couture és prêt-à-porter divattervező.

## A tervező  és divatháza
Miután Párizsban Jean Desses asszisztenseként dolgozott, majd 1955-ben az Egyesült Államokban tanult divattervezést, 1957-ben Párizsban megalapította divatházát, és bemutatta első női haute-couture kollekcióját. Stílusát élénk színek és merész formavezetés jellemezték. 1961-ben követte ezt  első ízben egy  prêt-à-porter-kollekció a Laroche Diffusion-márkanév alatt, ugyanebben az évben bővítette, és új helyre költöztette cégét.
Halálakor világszerte 250 üzlete működött.
Halála után divatházát Angelo Tarlazzi, Michel Klein és Alber Elbaz, 2007-től a svéd Marcel Marongiu  tervezők vezették, ill. vezetik, utóbbi 2008 elején jelentkezik első bemutatójával a Laroche-házban. A divatház ma a Société Bic tulajdonában áll.

## Parfümök
Guy Laroche az 1960-as évektől parfümökkel is jelentkezett, a Drakkar-család (1972) a férfiak, a Fidji (1966) nők számára készült. A Laroche-fragrance márkák ma a L’Oréal tulajdonában vannak.
Egyéb parfümök:
- J'ai Oise, 1977
- Drakkar Noir, 1982
- Clandestine, 1986
- Horizon, 1993

## Kitüntetései
- Macay’s outstanding creativity award New York, 1959
- Arany Gyűszű (angolul Golden Thimble, franciául Dé d’Or, szakmai nagydíj), két ízben
- a francia Becsületrend lovagja, 1987

## Külső hivatkozás
- Divattervező.lapozz.hu